# Eupsilia brunneor
Eupsilia brunneor är en fjärilsart som beskrevs av Embrik Strand 1921. Eupsilia brunneor ingår i släktet Eupsilia och familjen nattflyn. Inga underarter finns listade i Catalogue of Life.